# Johannishofstiftung
Die Johannishofstiftung ist eine in Hildesheim im Jahr 1161 gegründete Stiftung und daher eine der weltweit ältesten bestehenden Stiftungen.

## Geschichte
Sie wurde von Rainald von Dassel, der zuvor geistliche Ämter in der Stadt innehatte, gegründet um Armen zu helfen. Zu ihrer Ausstattung stiftete er u. a. Ländereien. Die zugehörige auf das Jahr 1161 datierte Urkunde stellte Bruno von Hildesheim aus. Auch stiftete er etwas hinzu. Die Leitung oblag dem Dekan des Kapitels am Hildesheimer Dom. Die Stiftung trug den Charakter einer Hospitalstiftung und war räumlich von dem Dom getrennt, da das Hospital am Rand der Stadt an der Grenze zur späteren Dammstadt lag. Nach einer Umorganisation im Jahr 1282 behielt er die Aufsicht und das Recht, einen Verwalter für die Stiftung einzusetzen. Dennoch zeigte sich eine gewisse Trennung der handelnden Personen darin, dass an der mit dem Spital verbundenen Johanniskirche ein geistlicher Konvent sich bildete. Der Domdekan konnte die vier Priester dieses Konvents bestimmen und einen davon oder einen Domherren zum Verwalter der Stiftung einsetzen.
1804 wurde, beeinflusst durch die Gedanken der Aufklärung, die Säkularisation, d. h. die weltliche Aufsicht durch die Stadt, verfügt, nachdem 1803 das Hochstift Hildesheim entsprechend dem Reichsdeputationshauptschluss von Preußen besetzt wurde.

## Wirken
Sie fördert in mildtätiger Weise bedürftige Bürger der Stadt Hildesheim. Zudem fördert sie dort soziale Projekte, z. B. wurde ab 2012 in Deutschland einmaliger Weise der Malteser Hilfsdienst unterstützt, um Obdachlose medizinisch zu versorgen.

## Rechtsstreit
Um den genauen Status der Stiftung gab es mit mehr als 100 Jahren Dauer einen der längsten Rechtsstreite in Deutschland. Eine 1851 eingereichte Klage wurde 1957 am Oberlandesgericht Celle gegen das Bistum Hildesheim entschieden. 1983 entschied das Oberverwaltungsgericht Lüneburg in der 1975 vorgelegten Klage des Bischofs von Hildesheim gegen die Stadt, dass die Stiftung nicht kirchlicher Aufsicht unterliegt. Als Hauptgrund gilt die schrittweise Trennung der für die Stiftung zuständigen Personen von dem katholischen Bistum. Zudem sei mit der Aufklärung der Gedanke einer öffentlichen Fürsorge, sich vielerorts widerspiegelnd in der Gründung eines Waisenhauses als vergleichbarer Einrichtung, an die Stelle des zuvor bestimmenden Gedankens der christlichen Nächstenliebe getreten. Eine Revision wurde 1984 zurückgewiesen.